# 巴特·戈登
巴特·戈登（英語：Bart Gordon；1949年1月24日—），是美國的一位政治人物。自1985年開始，他是田納西州第6選舉區選出的美國眾議院議員。他的黨籍是民主黨。2009年12月14日宣布，他不會在2010年尋求連任。

## 外部連結
- C-SPAN內的頁面（英文）